# Combattant du Palatinat
Le combattant du Palatinat est une race de poule domestique dont les coqs sont élevés comme coq de combat. Elle est originaire du Palatinat.

## Description
C'est une volaille très haute, puissante, à long cou, dont le plumage est dur, court et serré au corps; sa tenue est fière.
Elle pond ~100 œufs par an.

### Origine
Cette race est issue de combattants anglais modernes et du combattant malais; elle a été  créée dans le Palatinat en Allemagne occidentale.

### Standard
Caractéristiques de l'animal. :
- Poids idéale : Coq : 2 à 2,5 kg ; Poule : 1,75 à 2 kg.
- Crête : à pois sur trois rangées.
- Oreillons : rouges.
- Couleur des yeux : rouge orangé.
- Couleur de la peau : jaune.
- Couleur des tarses : vert saule.
- Variétés de plumage : saumon doré, pile.
- Œufs à couver : min. 50 g, coquille blanche à jaunâtre.
- Diamètre des bagues : Coq : 20 mm ; Poule : 18 mm.

### Sources
- Le Standard officiel des volailles (poules, oies, dindons, canards et pintades), édité par la SCAF.